# Leioproctus pachyodontus
Leioproctus pachyodontus är en biart som först beskrevs av Cockerell 1915.  Leioproctus pachyodontus ingår i släktet Leioproctus och familjen korttungebin. Inga underarter finns listade i Catalogue of Life.

## Bildgalleri

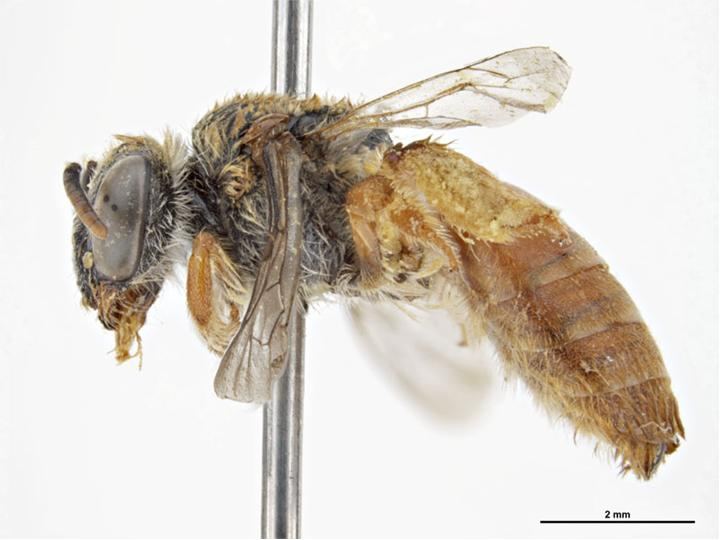
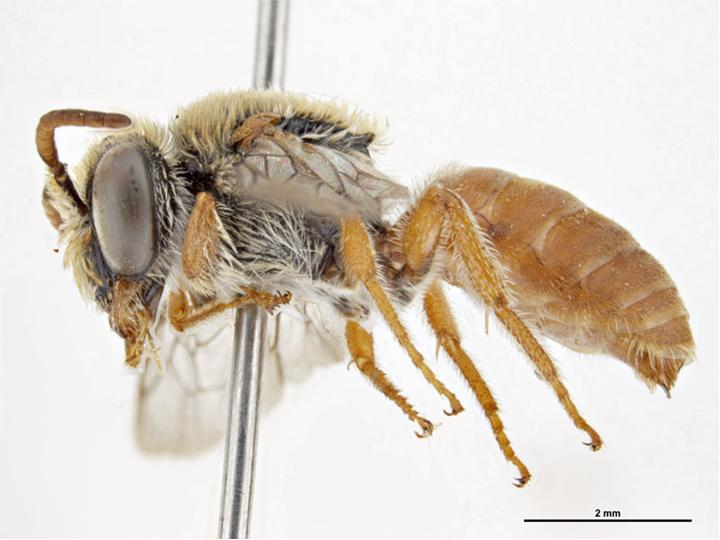